# 4708 Polydoros
A 4708 Polydoros (ideiglenes jelöléssel 1988 RT) egy kisbolygó a Naprendszerben. Carolyn Shoemaker fedezte fel 1988. szeptember 11-én.